# ایکر آلمنا
ایکر آلمنا (انگلیسی: Iker Almena؛ زادهٔ ۴ مهٔ ۲۰۰۴) بازیکن فوتبال اهل اسپانیا است که در حال حاضر برای باشگاه فوتبال ژیرونا بازی می‌کند. 